# Ddmasar
Ddmasar – wieś w Armenii, w prowincji Aragacotn. W 2011 roku liczyła 94 mieszkańców.